# Leão I da Arménia
Leão I da Arménia(PE) ou Armênia,(PB) Լեիոն Ա em arménio, Levon por transliteração (morto em 14 de Fevereiro de 1140) foi príncipe arménio da Cilícia da dinastia dos rubênidas (descendentes de Ruben I da Arménia). Filho de Constantino I, sucedeu ao seu sobrinho Constantino II, assassinado pouco depois da subida deste ao trono, possivelmente aprisionado e envenenado às ordens de Leão.
Tal como os seus predecessores, Leão continuou a expandir as fronteiras arménias até ao litoral mediterrânico. Conquistou Corícia na década de 1130, e em 1132 tomou Tarso, Adana e Mamistra. Estas conquistas levaram a um conflito com os estados cruzados, particularmente em 1135, quando tomou Saravantikar sob a oposição do Principado de Antioquia. O príncipe Raimundo de Poitiers desejava a posse desta última cidade e em 1136 aprisionou Leão sob a acusação de traição exigindo um resgate pela sua libertação: 60 000 moedas de ouro, a entrega das cidades de Saravantikar, Mamistra e Adana, e a promessa de ajuda contra o imperador bizantino João II Comneno.
Leão concordou com os termos, mas rapidamente voltou à ofensiva. Reconquistou as cidades que fora forçado a ceder e atacou Antioquia e os seus aliados do Reino Latino de Jerusalém, mas Joscelino II de Edessa mediou um acordo de paz e aliança contra Constantinopla em 1137.
A invasão de João II Comneno nesse ano resultou na perda de Selêucia, Corícia, Tarso, Mamistra, Adana, Til Hamdoun e Anazarbo. Leão retirou para os montes Tauro com a sua segunda esposa e os seus filhos com esta (os filhos do seu primeiro casamento tinham se refugiado no Condado de Edessa), mas as cidades de Gaban e Vahka foram perdidas em 1138, e acabaria por ser aprisionado. Leão, a esposa e estes filhos foram levados para Constantinopla. Morreriam no cativeiro: Leão em 14 de Fevereiro de 1140, o seu filho Ruben no ano seguinte.
Apesar da detenção do seu príncipe, o exército arménio ainda estava activo e retomou Vahka em 1139. Depois de Leão morrer, Teodoro II da Arménia evadiu-se da prisão em 1143 e sucedeu ao pai no governo da Cilícia.

## Casamentos e descendência
Leão casou-se pela primeira vez com uma mulher chamada Beatriz, mas os historiadores divergem quanto à ascendência familiar desta. O cronista normando Orderico Vitalis menciona que Leão era «filho de Turold das Montanhas (um incorrecção, Leão era filho de Constantino II da Arménia) e tio da esposa de Boemundo». No caso de a segunda parte desta afirmação estar correcta, e uma vez que a esposa de Boemundo, Alice de Jerusalém, era filha de Balduíno II de Edessa com a arménia Morfia de Melitene, seguem-se duas possibilidades:
- Leão I casou-se com uma irmã de Morfia, portanto Beatriz seria filha de Gabriel de Melitene, ou
- Leão I casou-se com uma irmã de Balduíno, portanto Beatriz seria filha do conde Hugo I de Rethel com Melisende de Montlhéry, pertencendo a uma vasta rede familiar no contexto das cruzadas. O problema desta hipótese é que Teodoro II, filho de Leão, casou-se com Isabel de Courtenay, filha do conde Joscelino II de Edessa. Uma vez que Beatriz de Courtenay era neta de Joscelino I de Edessa, sobrinho de Melisende de Montlhéry, isto constituiria um grau de parentesco incestuoso proibido para matrimónio; mas em nenhuma crónica se refere este grau de parentesco ou a dispensa papal que era necessária para primos se casarem.

O Próximo Oriente em 1135, com o Principado Arménio da Cilícia em cor-de-laranja.

Independentemente da ascendência familiar da esposa, do primeiro casamento de Leão I nasceram:
- Uma filha, casada em 1115 com Basílio Dela, senhor de Raban e Kaisun
- Constantino (nascido antes de 1109 - morto em Edessa antes de 1144), cegado pelos bizantinos durante a invasão da Cilícia e refugiado em Edessa em 1138
- Estêvão da Arménia (antes de 1110-1165), casado com Rita de Barbaron e pai dos príncipes arménios Ruben III e Leão II
- Melias da Arménia (antes de 1120-1175), sucessor do sobrinho Ruben II no trono da arménia

Leão casou-se em segundas núpcias com uma mulher de nome desconhecido, possivelmente uma arménia. Deste casamento nasceram:
- Talvez uma filha, casada com um cavaleiro franco de Antioquia, que foi mãe de Tomás, regente do principado em 1168-1169, durante o reinado de Ruben II da Arménia (no entanto esta filiação parece ser improvável, uma vez que Teodoro II casou-se com a filha de Tomás, o que significaria ter-se casado com a sobrinha-neta)
- Uma filha, casada com João Tzelepes Comneno, neto de Aleixo I Comneno
- Teodoro II da Arménia (morto em 1169), sucessor do pai no trono da arménia e sucedido pelo seu filho Ruben II
- Ruben (nascido depois de 1120 - morto em Constantinopla, em 1141), assassinado no cativeiro
- Uma filha, mãe de Fulque de Bullion, senhor de Bagras